# Океанический тур UCI 2023
Океанический тур UCI 2023 года — девятнадцатый сезон Океанического тура UCI.
В течение сезона очки начисляются лучшим гонщикам по итогам многодневных и однодневных гонок, а также за места на этапах многодневок. Количество начисляемых очков зависит от категории гонки:
- Многодневные гонки: 2.1, и 2.2
- Однодневные гонки: 1.1 и 1.2

## Календарь
Соревнования прошли с января по апрель 2023 года.

| 11 – 15 янв | Нью Зиланд Сайкл Классик | 2.2 | Джеймс Орам (Bolton Equities Black Spoke Pro Cycling) |
| 21 янв      | Грэвел энд Тар           | 1.2 | Ben Oliver (MitoQ-NZ Cycling Project)                 |